# Головятино
Головя́тино (укр. Голов'ятине) — село в Смелянском районе Черкасской области Украины.
Почтовый индекс — 20740. Телефонный код — 4733.

## Население
Население по переписи 2001 года составляло 553 человека.

### Языковой состав
Родной язык населения по данным переписи 2001 года:
| Язык       | Численность, чел. | Доля     |
| ---------- | ----------------- | -------- |
| Украинский | 547               | 98,92 %  |
| Русский    | 6                 | 1,08 %   |
| Итого      | 553               | 100,00 % |

## Местный совет
20740, Черкасская обл., Смелянский р-н, с. Головятино, ул. Котляра, 1